# St. Johannis (Neumark)

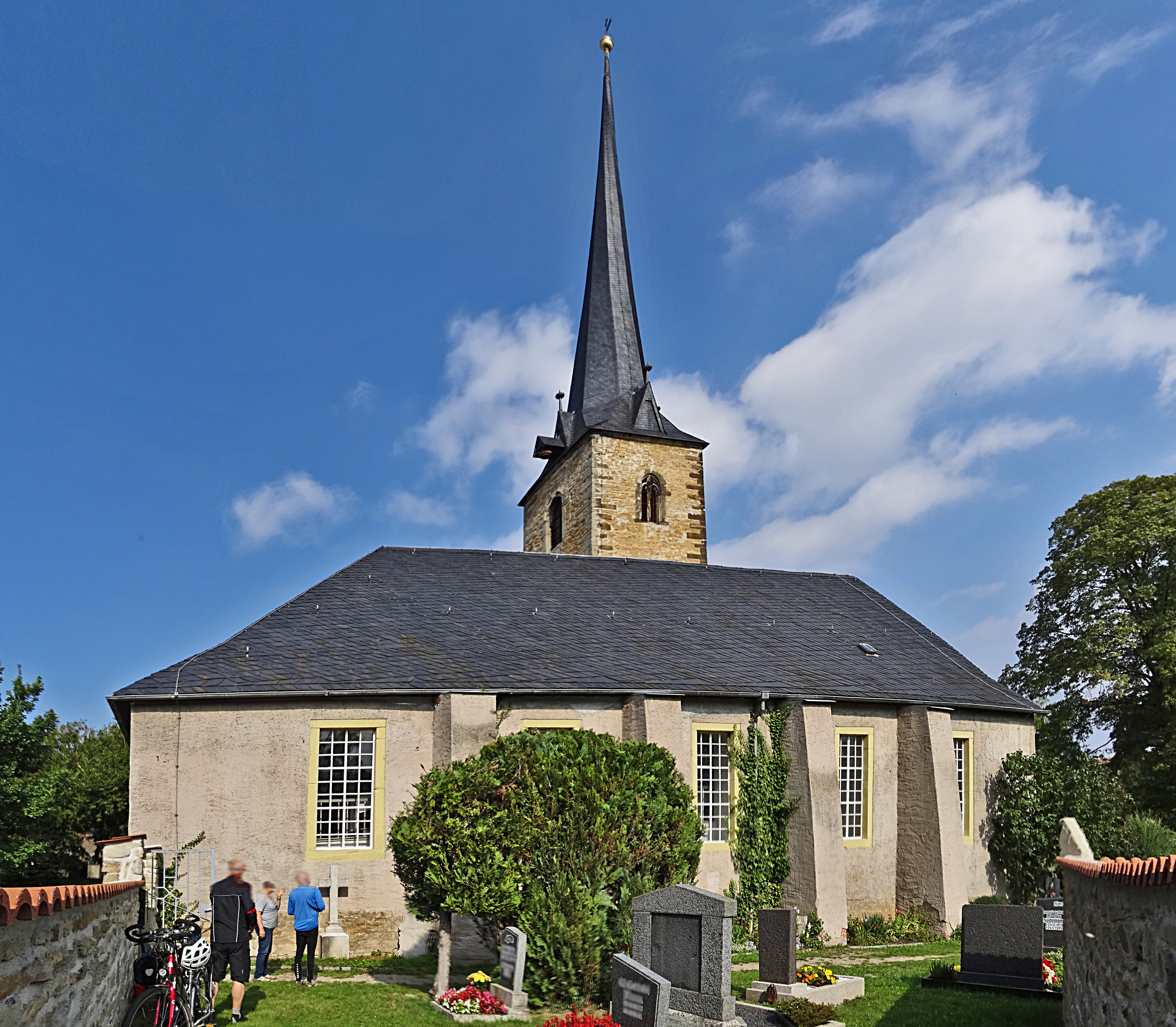
St. Johannis

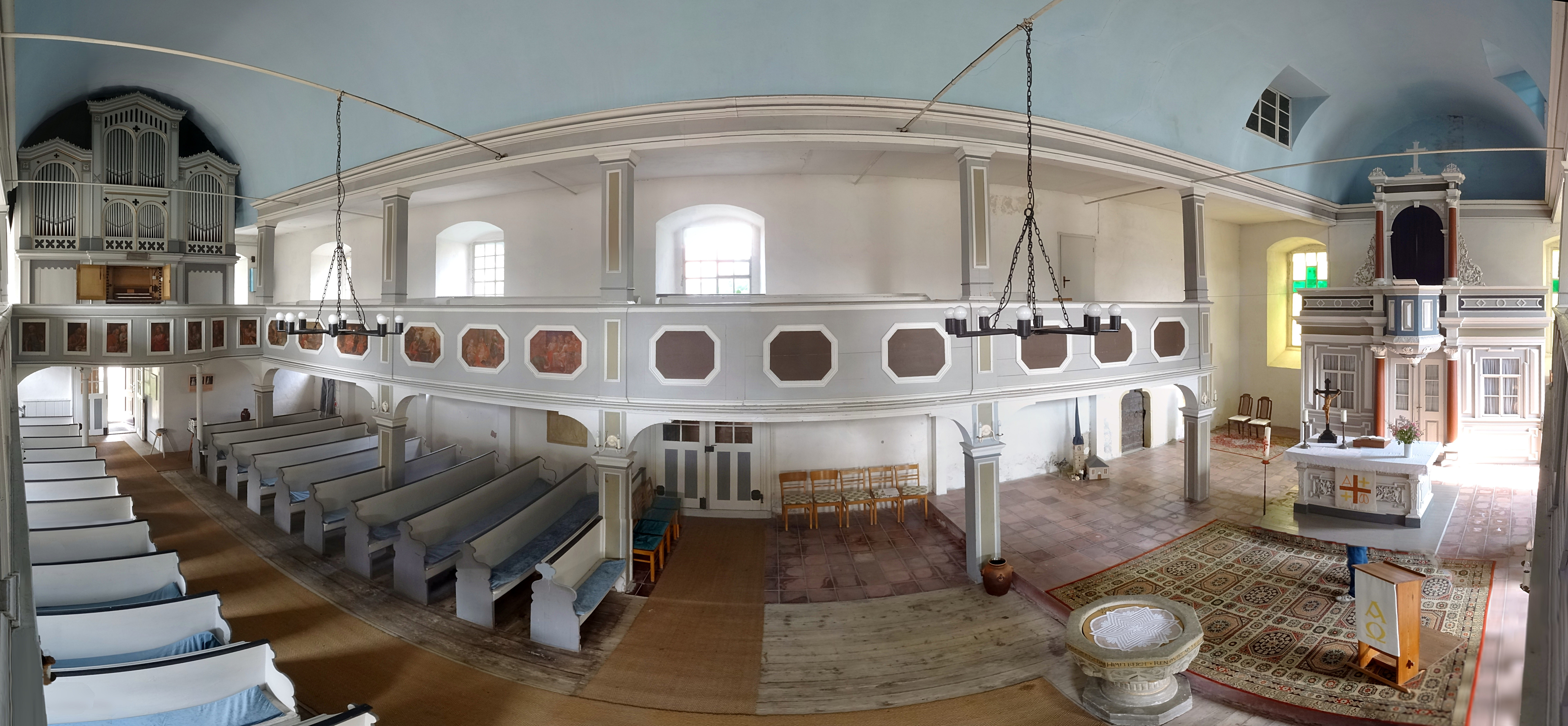
Innenraum-Panorama

Die evangelisch-lutherische, denkmalgeschützte Stadtkirche St. Johannis steht zurückgesetzt am Südende des langgestreckten Marktes von Neumark, einer Landstadt im Landkreis Weimarer Land von Thüringen. Die Kirchengemeinde Neumark gehört zum Pfarrbereich Neumark im Kirchenkreis Apolda-Buttstädt der Evangelischen Kirche in Mitteldeutschland.

## Beschreibung
Die Kirche hat im Norden einen werksteinsichtigen Kirchturm, der um 1500 errichtet wurde. Das Langhaus ist weitgehend ein Ergebnis des Wiederaufbaus von 1688–1691 vermittelt aber einen klassizistischen Eindruck. Im 19. Jahrhundert sowie 1987 wurde die Kirche renoviert. Das verputzte, mit einem im Westen abgewalmten, schiefergedeckten Satteldach bedeckte Langhaus erhielt im 19. Jahrhundert im Süden Strebepfeiler. Das Erdgeschoss des Turms hat ein Kreuzgratgewölbe, im nördlichen Bereich ist eine Piscina erhalten. Im mit einem spitzen Helm bedeckten Turm hängen 3 Kirchenglocken aus Bronze.
Das Mittelschiff der Emporenhalle ist mit einem hölzernen Tonnengewölbe überspannt, seitlich über der eingeschossigen Empore hat es eine Flachdecke. In den Feldern der Brüstungen sind Szenen aus dem Leben Christi gemalt. Der Kanzelaltar stammt aus dem Jahr 1879, ein pokalförmiges Taufbecken aus der Mitte des 16. Jahrhunderts. Ein Grabstein von 1543 für Johann von Riedesel in der Nordostecke hat ein Relief des Verstorbenen in Rüstung. An der Südwand befindet sich ein ähnlicher Grabstein von 1578 sowie für ein Kindergrab von 1580. Auf der Ostseite der Kirche gibt es ein Erbbegräbnis aus dem 19. Jahrhundert für die Familien Lüttich und Sperber.

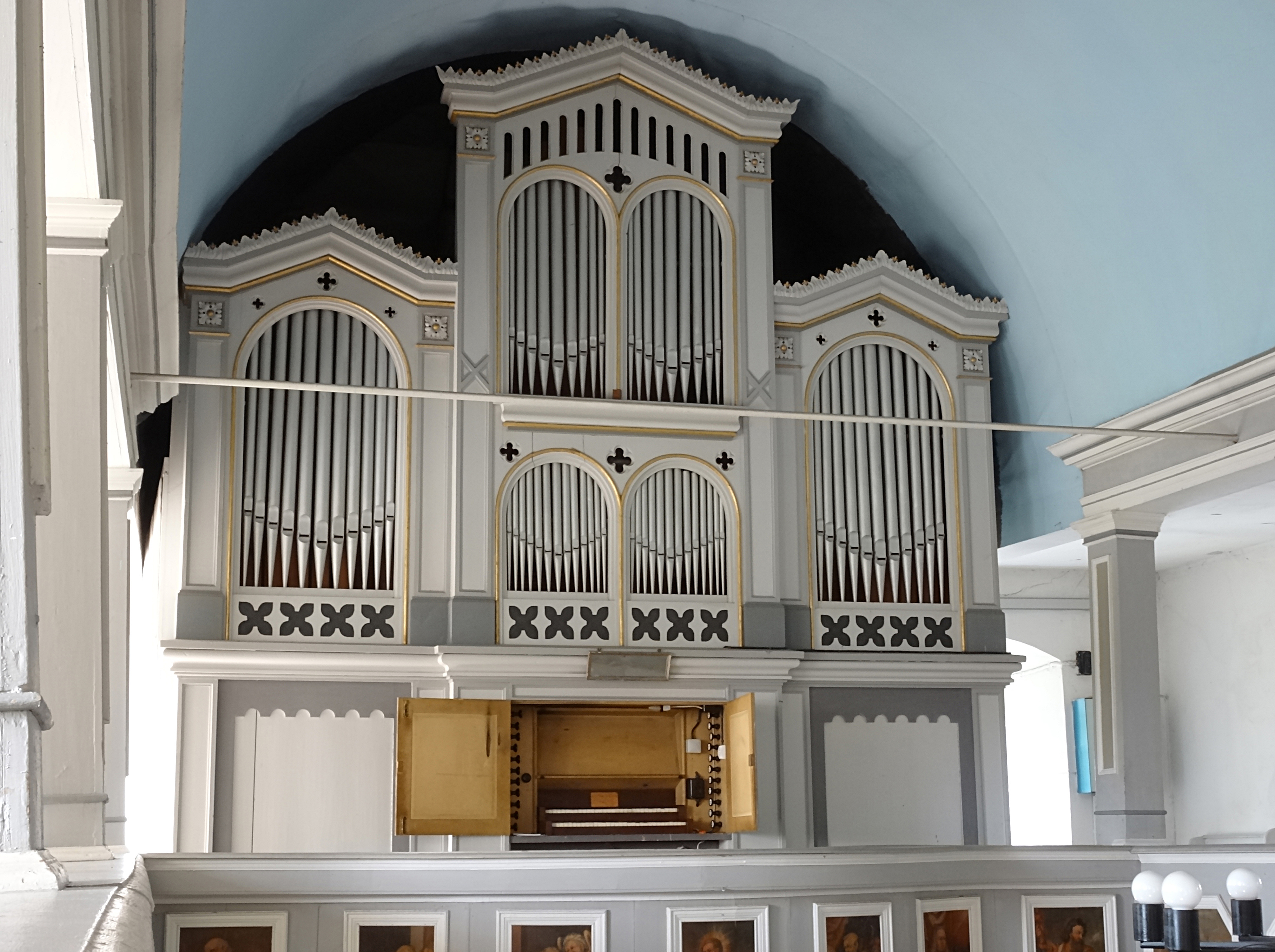
Eifert-Orgel

## Orgel
Die Orgel mit 19 Registern, verteilt auf zwei Manuale und Pedal, wurde 1878 von Adam Eifert gebaut. Ihre Disposition lautet wie folgt:
| I Hauptwerk C– |        |
| Bordun         | 16′    |
| Prinzipal      | 08′    |
| Hohlflöte      | 08′    |
| Viola da Gamba | 08′    |
| Oktave         | 04′    |
| Flauto         | 04′    |
| Quintflöte     | 02 ⁄3′ |
| Oktave         | 02′    |
| Mixtur III–IV  |        |

| II Oberwerk C–   |    |
| Geigenprinzipal  | 8′ |
| Lieblich Gedackt | 8′ |
| Salizional       | 8′ |
| Flauto Amabile   | 8′ |
| Waldflöte        | 4′ |
| Flauto Dolce     | 4′ |

| Pedal C–d1    |     |
| Prinzipalbass | 16′ |
| Subbass       | 16′ |
| Oktavbass     | 08′ |
| Violoncello   | 08′ |

- Koppeln: II/I, I/P

## Glocken

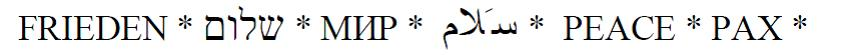
Frieden

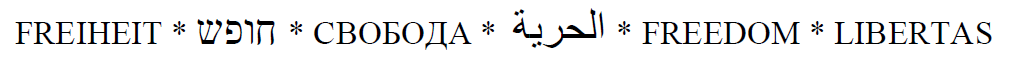
Freiheit

Im Turm hängen drei Bronzeglocken. Die älteste wurde 1601 von Hermann König[k] (Erfurt) gegossen. Die beiden anderen Bronzeglocken wurden am 20. Juni 1919 vom Turm geholt und am 30. Juni 1919 zu Kriegszwecken abgeliefert. 2010 schloss die A. Bachert Glockengießerei GmbH (Karlsruhe) diese Wunde mit zwei neuen Bronzeglocken. Wenn diese läuten, schwingen die Worte Freiheit und Frieden in mehreren Sprachen mit.